# ناوشکن کلاس اسکوری
ناوشکن کلاس اسکوری (به انگلیسی: Skoryy-class destroyer) یک کلاس از کشتی است که طول آن ۱۲۰٫۵ متر (۳۹۵ فوت ۴ اینچ) می‌باشد.